# Minotaur I

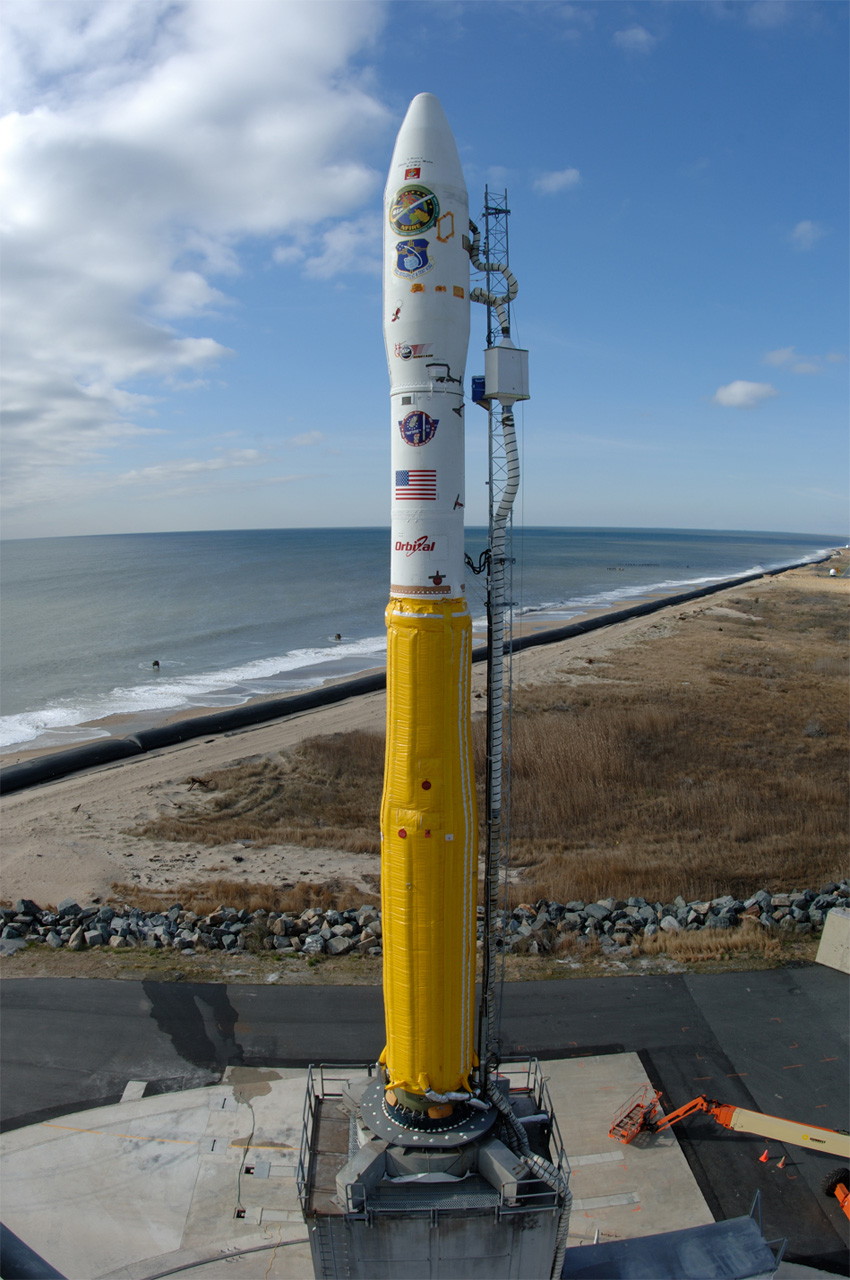
Um foguete Minotaur I na plataforma de lançamento.

O Minotaur I, ou simplesmente Minotaur é um sistema de lançamento descartável Norte americano, derivado do míssil Minuteman II. Ele é usado para lançar pequenos satélites para o Governo dos Estados Unidos, e é membro da família de foguetes Minotaur produzidos pela Orbital Sciences Corporation.
O foguete Minotaur I consiste do primeiro estágio M55A1 e do segundo estágio SR19 ambos oriundos de mísseis Minuteman retirados de serviço.
Os motores Orion 50XL e Orion 38, do foguete Pegasus, são usados como terceiro e quarto estágios. Um estágio superior do tipo HAPS (Hydrazine Auxiliary Propulsion System) pode ser usado em caso de necessidade de maior precisão, ou de ser necessário que o foguete manobre para liberar múltiplas cargas úteis.
Ele pode colocar até 580 kg de carga útil numa órbita terrestre baixa de 185 km de altitude e 28,5˚ de inclinação.
Foram efetuados dez lançamentos do foguete Minotaur I, todos bem sucedidos. Inicialmente, os lançamentos do Minotaur I eram conduzidos a partir da Base da Força Aérea de Vandenberg (plataforma N˚ 8). Começando com o lançamento do TacSat-2 em Dezembro de 2006, lançamentos também foram conduzidos a partir do Mid-Atlantic Regional Spaceport (plataforma 0B) em Wallops Island.